# 1928 ve filmu

## Filmy
- Cirkus (film, 1928)
- The Gallopin' Gaucho
- In Old Arizona
- Parník Willie
- Plane Crazy
- Pohorská vesnice (film)
- Poslední komando

## Narození
Česko
- 10. července – František Stavinoha, scenárista († 8. dubna 2006)